# Eriocera
Eriocera là một chi bướm đêm thuộc họ Erebidae.